# Näherungskonstruktion von Kochański
Die Näherungskonstruktion von Kochański ist eine Methode zur Ermittlung der Kreiszahl {\displaystyle \pi }. Sie ist nach dem polnischen Mathematiker Adam Adamandy Kochański benannt, der die Konstruktion im Jahr 1685 entwickelte.
Eine Linie der Länge {\displaystyle \pi } zu konstruieren, ist sehr einfach: Man zeichnet einen Kreis mit dem Radius 1 (Einheitskreis). Der halbe Umfang hat dann die Länge {\displaystyle \pi }. Eine Strecke der Länge {\displaystyle \pi } zu konstruieren, ist jedoch unmöglich, da {\displaystyle \pi } als transzendente Zahl nicht konstruierbar ist. Die Näherungskonstruktion von Kochański liefert einen sehr guten Näherungswert für {\displaystyle \pi } bzw. ein beliebiges Vielfaches davon und kann auch als Teil einer Näherungskonstruktion für die Quadratur des Kreises verwendet werden.

## Konstruktion

Kochański-Näherungskonstruktion

1. Man zeichnet einen Kreis mit dem Radius {\displaystyle r=1} um den Mittelpunkt {\displaystyle M}.
2. Dann zeichnet man zwei senkrecht aufeinander stehende Kreisdurchmesser, die die Kreislinie in den Punkten {\displaystyle A,B} und {\displaystyle C} schneiden.
3. Vom Punkt {\displaystyle B} schlägt man den Radius {\displaystyle r} auf der Kreislinie ab und erhält den Punkt {\displaystyle Y}.
4. Die Gerade {\displaystyle MY} schneidet die durch {\displaystyle C} verlaufende Kreistangente im Punkt {\displaystyle X}.
5. Vom Punkt {\displaystyle X} schlägt man den Radius {\displaystyle r} dreimal auf der Tangente ab und erhält den Punkt {\displaystyle Z}.

Die Länge {\displaystyle {\overline {AZ}}} der (roten) Strecke {\displaystyle [AZ]} ist ein sehr guter Näherungswert für den halben Kreisumfang bzw. für das Produkt {\displaystyle r\cdot \pi }.

## Abschätzung des Fehlers
Der mit dieser Näherungskonstruktion ermittelte Wert für {\displaystyle \pi } ist etwas zu klein, unterscheidet sich vom tatsächlichen Wert 3,1415926… aber erst in der fünften Stelle nach dem Komma. Wie man leicht berechnen kann, gilt:
{\displaystyle {\overline {AZ}}=r\cdot {\sqrt {(3-\tan 30^{\circ })^{2}+4}}\ =\ r\cdot {\sqrt {{\frac {40}{3}}-2\cdot {\sqrt {3}}}}\ \approx \ 3{,}1415333\cdot r}
Der mit der Näherungskonstruktion ermittelte Wert beträgt ca. 99,99811 Prozent des tatsächlichen Wertes. Der Fehler ist also kleiner als 2/1000 Prozent, oder anders formuliert: Erst ab einem Kreisradius von {\displaystyle r=16{,}86} Meter beträgt der Fehler der Strecke {\displaystyle [AZ]} mehr als einen Millimeter.

## Anwendung bei derQuadratur des Kreises

Näherungskonstruktion für die Quadratur des Kreises von Kochański

Die Quadratur des Kreises – also die Konstruktion eines flächengleichen Quadrats aus einem gegebenen Kreis mit Lineal und Zirkel – ist unmöglich. Nach Kochański erhalten wir mit der Streckenlänge {\displaystyle {\overline {AZ}}} jedoch einen sehr guten Näherungswert für das Produkt {\displaystyle r\cdot \pi }.
Die Fläche des Kreises ist {\displaystyle r^{2}\cdot \pi }.
Also hat ein über der Strecke {\displaystyle [AZ]} errichtetes (hier rot gezeichnetes) Rechteck mit der Höhe {\displaystyle r} fast denselben Flächeninhalt wie der gegebene Kreis. Dieses Rechteck lässt sich wiederum nach der Methode der Quadratur des Rechtecks fehlerfrei in ein flächengleiches Quadrat verwandeln. Das so konstruierte Quadrat ist eine sehr gute Näherung für das unlösbare Problem.
Fehlerabschätzung: Der Flächeninhalt des gelben Quadrats beträgt ca. 99,99811 Prozent des Flächeninhalts des gegebenen Kreises. Oder anders formuliert: Bei Kreisen mit einem Radius kleiner als 12,99 cm beträgt die Differenz der beiden Flächen weniger als einen Quadratmillimeter.